# Дмитровка (городской округ Шатура)
Дмитровка — деревня в Шатурском муниципальном районе Московской области. Входит в состав городского поселения Мишеронский. Население — 99 чел. (2010).

## Расположение
Деревня Дмитровка расположена в северной части Шатурского района, расстояние до МКАД порядка 136 км. Высота над уровнем моря 120 м.

## Название
В письменных источниках деревня упоминается как Дмитриевская, позднее Дмитровка.
Название связано с личным именем Дмитрий или фамилией на его основе.

## История
Впервые упоминается в писцовой Владимирской книге В. Кропоткина 1637—1648 гг. как деревня Дмитриевская Кривандинской волости Владимирского уезда. Деревня принадлежала Петру Григорьевичу Костяеву.
После отмены крепостного права деревня вошла в состав Селищенской волости Покровского уезда Владимирской губернии.
В советское время деревня входила в Бордуковский сельсовет.

## Население
| 1857 | 1895 | 1905 | 1926 | 1931  | 1970 |
| ---- | ---- | ---- | ---- | ----- | ---- |
| 296  | ↗521 | ↗585 | ↗603 | ↗1004 | ↘238 |
| 1993 | 2002 | 2006 | 2010 |       |      |
| ↘34  | ↘6   | ↗43  | ↗99  |       |      |